# Lega Nazionale A 1965-1966
L'edizione 1965-1966 della Lega Nazionale A vide la vittoria finale dello Zurigo. 
Capocannoniere del torneo furono Rolf Blättler (Grasshoppers), con 28 reti.

## Stagione

### Novità
Dalla Lega Nazionale A 1964-1965 sono stati retrocessi in Lega Nazionale B il Bellinzona e il Chiasso, mentre dalla Lega Nazionale B 1964-1965 sono stati promossi l'Urania Ginevra e lo Young Fellows Zurigo.

## Squadre partecipanti
| Club              | Città             | Stadio                       | Stagione 1964-1965                                  |
| ----------------- | ----------------- | ---------------------------- | --------------------------------------------------- |
| Basilea           | Basilea           | Landhof-Stadium              | 6º posto in Lega Nazionale A                        |
| Bienne            | Bienne            | Stadion Gurzelen             | 11º posto in Lega Nazionale A                       |
| Grasshoppers      | Zurigo            | Hardturm Stadion             | 4º posto in Lega Nazionale A                        |
| Grenchen          | Grenchen          | Stadion Brühl                | 11º posto in Lega Nazionale A                       |
| La Chaux-de-Fonds | La Chaux-de-Fonds | Stade de la Charrière        | 6º posto in Lega Nazionale A                        |
| Losanna           | Losanna           | Stade de la Pontaise         | 1º posto in Lega Nazionale A (Campione di Svizzera) |
| Lucerna           | Lucerna           | Stadion Allmend              | 6º posto in Lega Nazionale A                        |
| Lugano            | Lugano            | Stadio comunale di Cornaredo | 4º posto in Lega Nazionale A                        |
| Servette          | Ginevra           | Stade Charmilles             | 3º posto in Lega Nazionale A                        |
| Sion              | Sion              | Parc des Sports              | 9º posto in Lega Nazionale A                        |
| Urania Ginevra    | Ginevra           | Stade de Frontenex           | 1º posto in Lega Nazionale B (Neopromosso)          |
| Young Boys        | Berna             | Wankdorfstadion              | 2º posto in Lega Nazionale A                        |
| Young Fellows     | Zurigo            | Stadio Letzigrund            | 2º posto in Lega Nazionale B (Neopromosso)          |
| Zurigo            | Zurigo            | Stadio Letzigrund            | 10º posto in Lega Nazionale A                       |

## Classifica finale
|  | Pos. | Squadra           | Pt | G  | V  | N  | P  | GF | GS | DR  |
|  | ---- | ----------------- | -- | -- | -- | -- | -- | -- | -- | --- |
|  | 1.   | Zurigo            | 42 | 26 | 18 | 6  | 2  | 73 | 25 | +48 |
|  | 2.   | Servette          | 35 | 26 | 14 | 7  | 5  | 57 | 45 | +12 |
|  | 3.   | Losanna           | 32 | 26 | 12 | 8  | 6  | 72 | 46 | +26 |
|  | 4.   | La Chaux-de-Fonds | 31 | 26 | 12 | 7  | 7  | 53 | 42 | +11 |
|  | 5.   | Young Boys        | 29 | 26 | 11 | 7  | 8  | 72 | 47 | +25 |
|  | 6.   | Basilea           | 27 | 26 | 10 | 7  | 9  | 64 | 57 | +7  |
|  | 7.   | Grasshoppers      | 27 | 26 | 11 | 5  | 10 | 55 | 54 | +1  |
|  | 8.   | Sion              | 26 | 26 | 9  | 8  | 9  | 36 | 36 | 0   |
|  | 9.   | Lugano            | 22 | 26 | 6  | 10 | 10 | 27 | 37 | -10 |
|  | 10.  | Bienne            | 22 | 26 | 6  | 10 | 10 | 38 | 56 | -18 |
|  | 11.  | Grenchen          | 22 | 26 | 8  | 6  | 12 | 42 | 65 | -23 |
|  | 12.  | Young Fellows     | 21 | 26 | 7  | 7  | 12 | 46 | 62 | -16 |
|  | 13.  | Lucerna           | 18 | 26 | 4  | 10 | 12 | 36 | 56 | -20 |
|  | 14.  | Urania Ginevra    | 10 | 26 | 3  | 4  | 19 | 35 | 78 | -33 |

Legenda:
      Campione di Svizzera e qualificata in Coppa dei Campioni 1966-1967
      Qualificato in Coppa delle Coppe 1966-1967
      Qualificati in Coppa delle Fiere 1966-1967
      Retrocesse in Lega Nazionale B 1966-1967.
Note:

Due punti a vittoria, uno a pareggio, zero a sconfitta.

## Statistiche

### Classifica marcatori
| Gol |  |  | Giocatore             | Squadra           |
| --- |  |  | --------------------- | ----------------- |
| 28  |  |  | Rolf Blättler         | Grasshoppers      |
| 27  |  |  | Lambert Theunissen    | Young Boys        |
| 21  |  |  | Pierre Kerkhoffs      | Losanna           |
| 20  |  |  | Robert Hosp           | Losanna           |
| 18  |  |  | Fritz Künzli          | Zurigo            |
| 15  |  |  | Roberto Frigerio      | Basilea           |
| 13  |  |  | Klaus Stürmer         | Zurigo            |
| 12  |  |  | Rosario Martinelli    | Zurigo            |
| 12  |  |  | Pierre-André Zappella | La Chaux-de-Fonds |

## Verdetti finali
- Zurigo Campione di Svizzera 1965-1966 e qualificato alla Coppa dei Campioni 1966-1967.
- Servette qualificato alla Coppa delle Coppe 1966-1967.
- Basilea e Losanna qualificati alla Coppa delle Fiere 1966-1967.
- Lucerna e Urania Ginevra retrocesse in Lega Nazionale B.